# Аїда Чорбаджич
Аїда Чорбаджич (8 березня 1976, Завідовичі) — боснійська оперна співачка.  

## Біографія
Аїда Чорбаджич народилася 8 березня 1976 року в Завідовичах. Вона відвідувала середню музичну школу в Сараєво та Любляні, Словенія.
Чорбаджич навчалася співу в Музичній академії в Сараєво, яку закінчила у 2006 році. Аїда отримує стипендію муніципалітету Сараєво, а також стипендію Музичного театру в Центральній та Східній Європі на базі Відня. Вона співає сопрано. Отримала спеціальну нагороду на конкурсі музичних шкіл в Бугойно.

## Кар'єра
У 2004 році приєдналася до хору Національної опери Сараєво, який у 2007 році взяв її на посаду солістки. Виступала як солістка Філармонічного оркестру Сараєво на майданчиках Боснії та Герцеговини, Хорватії, Словенії та Франції.
Її ролі включають Барбарину в «Ночці ді Фігаро», Адель у «Фледермаус», Шепард у «Тоска», «Аморе» в «Орфео-Еврідіці», Белінда в « Дідоні та Енеї», «Кобанс» у «Еро з того світу», Адіна в «Лелізір д'Амор», Мусетта в Ла Богема та Діете в Сребреніканке. Вона також зіграла головну роль у постановці «Троянди» для «Енн Терези» / «Історії футболу» Східно-Західної театральної компанії, режисер Харіс Пасовіч.